# 遊☆戯☆王5D's WORLD CHAMPIONSHIP 2010 Reverse of Arcadia
遊☆戯☆王5D's WORLD CHAMPIONSHIP 2010 Reverse of Arcadia（ゆうぎおうファイブディーズ ワールドチャンピオンシップ2010 リバース オブ アルカディア）は、2010年2月18日にコナミデジタルエンタテインメントから発売されたニンテンドーDS用の遊☆戯☆王ファイブディーズ オフィシャルカードゲームを題材としたゲームソフト。

## 概要
2010年世界大会公式ソフト。5D'sシリーズとしては2作目にあたる。前作同様、アニメ『遊☆戯☆王5D's』がベースの「5D'sストーリー」・フリーデュエル等が楽しめる「ワールドチャンピオンシップ」の2つのモードを収録。前作から追加されたライディング・デュエルは「スピード・ワールド2」が採用されたことで、より戦略性を増している。スピードスペルの数も前作より増加した。D・ホイールを使ったレースでは、コース上にあるカードを拾えるようになったり、ジャンプ台が増えたりしている。レギュラーパック「ABSOLUTE POWERFORCE」とデュエルターミナル「トリシューラの鼓動!!」までのカードが歯抜け収録されており、総数は3543枚。
パックやストラクチャーデッキの出現条件が若干簡単になった、ストーリーモードの対戦相手の勝敗数を見られる、モンスターの表示形式が分かりやすくなったなど、前作のシステム面の欠点が数多く改善されている。「遊☆戯☆王デュエルモンスターズGX CARD ALMANAC」と同じく、実際のカードデュエル時に使用するためのサイコロ機能やコイントス、電卓機能が一体になったカリキュレータープログラムが内蔵されている。ゲームをクリアすると、所持カードや衣装等を引き継いだままストーリーをやり直せる「引継ぎニューゲーム」が出現する。前作と前々作に存在した「ラスボスとのLP持越し連戦」が本作と次回作でクリア後に発生するサブイベントに変更された。

新アイテムとして「スターチップ」と「wi-fiコイン」が追加された。「スターチップ」はＷＣＳモードとのデュエリストに初めて勝利したりストーリーモードで床に落ちているのを拾うことで入手でき、あるキャラに話しかけることで絵違いカードや衣装等と交換可能。但し、通常のプレイではコンプが不可能な為、カードトレードかwi-fiコインで購入する必要がある。(現在、wi-fiサービスが終了した為、前者の方法でしかコンプできない)「wi-fiコイン」はwi-fi対戦をすると入手でき、日替わりで手に入るカードやD・ホイールパーツやスターチップ等と交換できるようになる。
「YES!鷹栖収容所」や「To ラゴル」や「コナミコマンドー」等、一部の対戦相手のデッキには様々なパロディーが存在している。
前作に引き続き、本作も「世界大会リスト」が配信された。無限ループを引き起こす「星見獣ガリス」やフリーズバグのある「浅すぎた墓穴」等の裏側守備表示で特殊召喚するカードや規制理由の不明な「降格収納」等が禁止カードに指定されている。

## 登場人物

### チーム・サティスファクション
主人公
目が覚めた時にはアルカディアムーブメントの実験室にいた。元はチーム・サティスファクションのメンバーの一人だったが、ディヴァインに洗脳、拉致されてしまったことで、記憶を失っていた。龍可同様、エンシェント・フェアリー・ドラゴンの声を聞くことができ、デュエルモンスターズの精霊世界に行くことができる。精霊世界と繋がる心の持ち主。
不動遊星（ふどう ゆうせい）
原作の主人公。2年ぶりに主人公と再会し、主人公の記憶を取り戻すキッカケとなる。シグナーの一人。
ジャック・アトラス
常勝不敗を誇り、そのカリスマ性により絶大な人気と名声を得るキングであったが、ストーリーの序盤で遊星に敗れてキングから陥落する。モノサイクル（一輪）で白いハイブリッドタイプのD・ホイール「ホイール・オブ・フォーチュン」に搭乗する。シグナーの一人。
クロウ・ホーガン
セキュリティに押収された主人公のデッキを取り戻すのに協力してくれる。額にM字のマーカーを付けられている。最初のタッグパートナーとなる。
鬼柳京介（きりゅう きょうすけ）
チーム・サティスファクションのリーダー。サテライト統一後、セキュリティまで襲うようになったため、第一級犯罪者として逮捕されてしまう。後にダークシグナーと成り果てて主人公達を襲う。

### アルカディアムーブメント
ディヴァイン
主人公が精霊世界の話をしているのを偶然聞き、主人公を拉致する。主人公やアキを洗脳し、自分の意のままに操ろうとしていた。アルカディアムーブメントの総帥。
十六夜 アキ（いざよい アキ）
「黒薔薇の魔女」と呼ばれ恐れられている少女。ミスティから弟の仇として狙われている。シグナーの一人。
セリア
主人公の洗脳や精霊世界へのアクセスの人体実験を行なっていた。かつての人体実験でミスティの弟を殺してしまったことから、同じ過ちを二度と繰り返してはいけないと思っている。オリジナルキャラクターだが、「遊☆戯☆王5D's WORLD CHAMPIONSHIP 2011 OVER THE NEXUS （オーバー ザ ネクサス）」にも登場している。
沖田（おきた）
主人公が最初にデュエルをすることになる。その後、フォーチュンカップの妨害工作のためにともに会場へと侵入する。
リキッド
フォーチュンカップの妨害工作のために、主人公、沖田とともに会場へと侵入する。
チェック
アルカディアムーブメントの訓練室で詰めデュエルの訓練を担当する男性。
ニノ
アルカディアムーブメントの訓練室でストラクチャーデュエルの訓練を担当する女性。
川崎（かわさき）
D・ホイールの訓練を担当する男性。

### ダークシグナー
レクス・ゴドウィン
治安維持局長官。竜の痣や、赤き竜について主人公たちに教えてくれる。だが、本性は「コンドル」の痣を持つダークシグナー。シグナーの運命を変えるべく、冥界の王の力で世界を破壊し、赤き竜の力で世界を再生させるようとする。本作のラスボス。切り札は、「地縛神 Wiraqocha Rasca（ウィラコチャ ラスカ）」。
彼とのデュエルでは「シングルライディング」、「2VS1のライディング」、「シングル」の３回戦で行われる。「シングルライディング」では「太陽龍インティ」と「月影龍クイラ」を、「シングル」では「ダーク・シムルグ」を使用する。
ルドガー・ゴドウィン
「蜘蛛」の痣を持つダークシグナーのリーダー格。レクスの兄で、かつてはシグナーであったが、とある事情から左腕を切断してレクスに託す。切り札は、「地縛神 Uru（ウル）」。
ディマク
「猿」の痣を持つダークシグナー。精霊世界を支配しようとする「猿魔王ゼーマン」の所持者。切り札は「地縛神 Cusillu（クシル）」。
ミスティ・ローラ
「トカゲ」の痣を持つダークシグナー。「レプティレス」と名の付いた爬虫類族モンスターを使用する。切り札は「地縛神 Ccarayhua（コカライア）」。弟トビーの仇として、アキを付け狙う。
ボマー
「シャチ」の痣を持つダークシグナー。巨大なD・ホイール「B・チャリオット」に搭乗する。切り札は「地縛神 Chacu Challhua（チャク チャルア）」。

### 精霊世界
トルンカ
自称本当はダンディで渋いイカした魔法使いだが、カースド・ニードルの呪いによって子供化している。魔法によって主人公のデッキを精霊世界に召喚してくれる。
猿魔王ゼーマン（えんまおうゼーマン）
精霊世界を支配しようとしている。多くの精霊達を捕まえている。
エンシェント・フェアリー・ドラゴン
主人公と龍可に悪なる意思が精霊世界に迫っていることを告げる。

### その他
龍亞（るあ）
龍可の双子の兄。ディマクに挑むが、返り討ちにあってしまう。
龍可（るか）
龍亞の双子の妹。シグナーの一人で、精霊世界と繋がる心の持ち主。精霊世界を救うことのできる唯一の少女。
MC
遊星VSアキ、遊星VSジャックのデュエルを実況した。クリア後にスタジアムでデュエルすることができる。
イェーガー
治安維持局特別調査室室長。カールをかけた巻き髪と「イーッヒヒヒヒ!」という不気味な笑い方が特徴。
カーリー渚（かーりーなぎさ）
ジャーナリスト。主人公がアルカディアムーブメントのデュエリストと見て、色々と聞き出そうとしてくる。その後、アルカディアムーブメント本社で幽閉されていたところを、主人公に救出される。だが、ディヴァインにデュエルで敗れたことによって…
牛尾 哲（うしお てつ）
セキュリティの警察官。セキュリティ隊員用の白バイタイプのD・ホイールに搭乗する。B.A.D.エリアに向かう主人公たちのフォローをしてくれる。
雑賀（さいが）
遊星の知り合いで、主人公たちの手助けをしてくれる。
氷室 仁（ひむろ じん）
元プロデュエリスト。両頬にマーカーを付けられている。雑賀から強いと紹介された主人公に興味を持ち、デュエルを挑んで来る。
ヘリオ
ダイモンエリアのカードショップにいる少年。ストーリーモードクリア後にトレードが出来るようになる。

## 登場モンスター
ワールドチャンピオンシップモードでのみ登場。
本作からはストーリーの進行状況に応じて対戦相手が増える様になり、初勝利するとスターチップが貰える様になった。

### シングルデュエリスト
プロミネンス・ドラゴン
ヴォルカニックとバーンカードで占めたデッキを使用する。切り札は「火霊術ー紅」。
コアキメイル・ヴァルファール
自身やダーク・ガイアを主力としたデッキを使用する。切り札は「火霊術ー紅」。
ダーク・クリエイター
カオスとアンデット族をベースにモンスターで統一されたデッキを使用する。

### タッグデュエリスト
オベリスクの巨神兵＆ダンディライオン
自身をはじめとした大型モンスターとアドバンス召喚のサポートに特化したデッキを使用する。

## スピード・ワールド2
ライディング・デュエルについては
「スピード・ワールド2」では、1000ポイントダメージを受けるごとにスピードカウンターが1個減るというルールは削除されている。その代わり、手札のスピードスペルを1枚相手に見せてスピードカウンターを取り除くことで3つの効果が使えるようになっている。4個で相手に800ポイントのダメージ、7個でカードを1枚ドロー、10個でフィールド上に存在するカードを1枚破壊するという効果が使える。

## 同梱カード
- サムライソード・バロン
- ヘル・セキュリティ
- ヘル・ツイン・コップ
- ヘルウェイ・パトロール - 攻略本付属カード。

## 関連書籍
- 遊☆戯☆王5D's WORLD CHAMPIONSHIP 2010 Reverse of Arcadia PERFECT DUEL（2010年2月18日発行、ISBN 978-4-08-779546-2）